# アンドレ・ビケイ
アンドレ・ステファヌ・ビケイ＝アムグ（André Stéphane Bikey-Amougou, 1985年1月8日 - ）は、カメルーン・ドゥアラ出身の元同国代表サッカー選手、現サッカー指導者。現役時代のポジションはDF、MF（センターバック、守備的ミッドフィールダー）。

## クラブ歴

### 初期
15歳のときにスペインのRCDエスパニョールでプロキャリアをスタートさせたが、トップチームに昇格を果たせず、ポルトガルのFCパソス・デ・フェレイラやCDアヴェスなど複数のチームを渡り歩くも出番は少なかった。2005年にロシアのFCシンニク・ヤロスラヴリに移籍し、そこでの活躍が認められ同年7月1日にFCロコモティフ・モスクワに移籍した。しかし、ライバルチームのファンから人種差別を受けたこともあり、ここでもレギュラーを掴むことは出来なかった。

### レディング

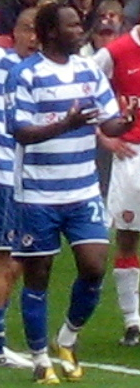
レディング時代（2008年）

2006年にイングランドのレディングFCがプレシーズンに合宿をしているスウェーデンへ向かいトライアルに参加。最後のテストマッチ・エルグリーテIS戦で相手選手に頭突きをしたことで退場処分を受ける後味の悪いものとなってしまったが、スティーヴ・コッペル監督の評価は高くロコモティフとの様々な交渉を経て、同年8月26日にシーズン終了までの期限付き移籍（買い取りオプション付き）を締結。2007年4月24日に移籍金100万ポンドの3年契約で完全移籍を果たした。
2007年8月15日のチェルシーFC戦 (1-2) で初得点を挙げ、2008年3月22日のバーミンガム・シティFC戦 (2-1) で2得点を挙げ勝利に貢献した。その後、退団する噂が流れるも、契約を2011年まで延長し憶測を一蹴した。レディングでは、マイケル・デュベリー、イーヴァル・インギマルソン、アレックス・ピアースとCB陣全員が6フィート1インチ以上の大形選手が揃う中で、その一員としてプレーした。
2009年5月9日、バーンリーFCとのプレーオフ第1戦 (0-1) でビケイは、相手選手をペナルティエリア内で倒したとしてPKを取られ、決勝点となる得点をグレアム・アレクサンダーに決められた。さらに、ロビー・ブレイクの足を踏みつけたことで退場処分を受けると、これに激怒しユニフォームを叩きつけピッチを後にした。この行為に5試合出場停止が下されたことで状況がさらに悪化。後日、チームのオフィシャルサイトで謝罪をした。このような騒動があったにもかかわらず、2009年8月18日にレディングはバーンリーFCからのオファーを受け入れ、ビケイは3年契約で移籍した。

### バーンリー
バーンリーでは、2009年10月3日のバーミンガム・シティFC戦 (2-1) で初得点を記録。2010年9月のミドルズブラFC戦 (1-2) 、同年のボクシング・デーにオークウェルで行われたミドルズブラ戦 (2-1) でそれぞれヘディングで得点を挙げた。それまで登録名をビケイとしていたが、2011-12シーズンにファミリーネームであるアムグに変更した。

### ブリストル・シティ
2012年3月22日、フットボールリーグ・チャンピオンシップのローンでの移籍市場最終日に同リーグのブリストル・シティFCへシーズン終了まで貸し出された。加入後から最終節のバーンリー戦 (1-1) まで8試合中7試合に出場（バーンリー戦はローン元のため出場出来ず）し、チームの無敗に貢献。2012年5月に契約満了に伴い、バーンリーから放出された。

### ミドルズブラ
2012年8月30日、CBの一番手であるリース・ウィリアムズが負傷離脱したことで代役が急務となっていたミドルズブラのトライアルに参加。翌日にスコティッシュ・フットボールリーグ・サード・ディヴィジョンへ降格したレンジャーズFCからのオファーがあったものの拒否し、9月11日に自由移籍でトニー・モーブレイ監督率いるミドルズブラへ加入することが決定。登録名を以前使用していたビケイに戻した。9月15日にホームでのイプスウィッチ・タウンFC戦 (2-0) でデビューし、アウェーのブラックプールFC戦 (1-4) でヘディングで初得点を決めた。

### ポート・ヴェイル
ギリシャやインドでのプレーを経て、2017年3月17日にフットボールリーグ1のポート・ヴェイルFCへシーズン終了までの契約で加入した。

### ATK
2018年8月18日、ATKに加入することが発表された。

## 代表歴
2006年にカメルーン代表に初招集され、3度のアフリカネイションズカップ (2006・2008・2010) と北京オリンピック (2008)に出場した。
アフリカネイションズカップ2008のメンバーに選出された際にクラブチームと代表チームの両立は難しいとしながらも、自身が生まれた国のためなら何事においても優先することを語った。そのような意気込みで臨むも、2008年2月7日の準決勝ガーナ戦 (1-0) で、試合終了間際に同僚のリゴベール・ソングの治療のためピッチに入ってきた担架係を突き飛ばす奇妙な事件を起こし、1発退場処分を受けた。試合後にCAFから決勝を含む2試合の出場停止と5000ドルの罰金を言い渡され、主力を失ったチームはエジプトに0-1で敗れ、優勝を逃した。

## 指導歴
2020年7月27日、UDアルメリアのアシスタントコーチに就任した。